# Patrick Abraham
Pour les articles homonymes, voir Abraham (homonymie).
Patrick Abraham, né le 18 mai 1956 à Mirecourt, est un footballeur français. Il évolue au poste de défenseur ou de milieu défensif.
Formé à l'AS Nancy-Lorraine, il est remarqué au FC Mulhouse avant de partir au Havre AC en 1982 où il joue deux saisons en D2. Son charisme et sa personnalité en faisait un patron dans les vestiaires. Surnomment ses coéquipiers les « trous du cul » sa jovialité était appréciée par ses coepiquiers.
Il se reconvertie en tant que joueur d’équipe de France de golf des plus de 50 ans où il s’impose comme titulaire indiscutable.

## Palmarès
- Vainqueur de la Coupe de France en 1978 avec l'AS Nancy-Lorraine